# 楠塔利

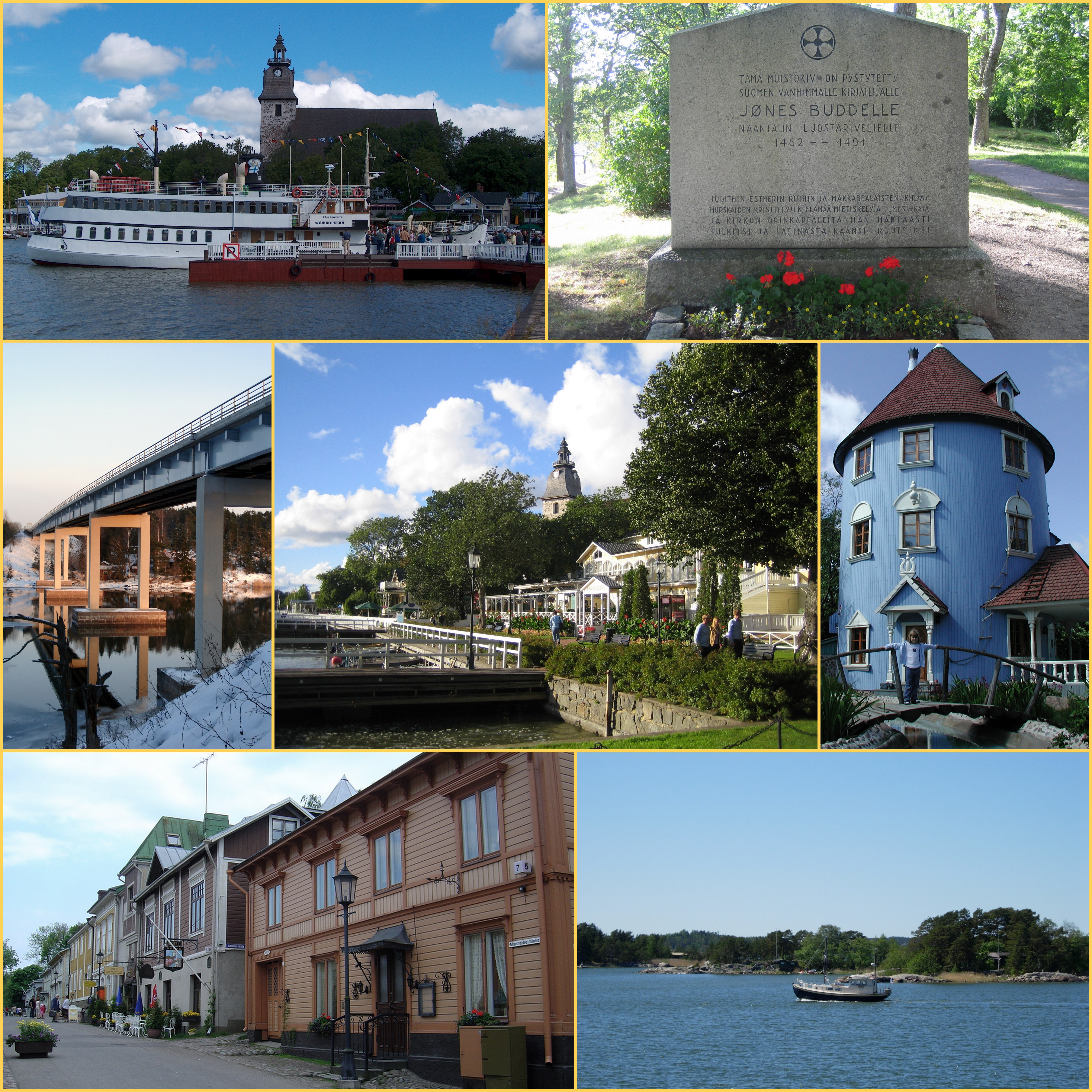
楠塔利市景

楠塔利（芬蘭語：Naantali）是芬蘭的市镇，位於該國南部波羅的海沿岸，距離圖爾庫14公里，由西南芬蘭區負責管轄，面積688.01平方公里，2012年人口18,858，其中約97%居民的母語是芬蘭語。
芬蘭童書角色姆明的主題公園姆明世界設在楠塔利。

## 外部連結
- Town of Naantali （页面存档备份，存于） – Official website
- Naantali Tourist Information Ltd
- Naantali Spa Hotel （页面存档备份，存于）
- Moomin World （页面存档备份，存于）
- VG-62 （页面存档备份，存于）